# آپولو تایرز
آپولو تایرز (انگلیسی: Apollo Tyres) شرکت تایرسازی هندی است، که در سال ۱۹۷۲ تأسیس شد.